# Leonardo da Vinci: arte e scienza dell'universo
Leonardo da Vinci: arte e scienza dell'universo (en original toscà) és una monografia il·lustrada i un relat biogràfic de l'humanista Leonardo da Vinci. L'obra pertany al crític d'art italià Alessandro Vezzosi i fou publicada el 1996.
El 2010 se n'estrenà una edició a l'estat francés, seguida d'un llibre digital per a iPad el 2012, i una reedició amb motiu de l'exposició Leonardo da Vinci al Museu del Louvre del 24 d'octubre del 2019 al 24 de febrer del 2020.
El 2001, el llibre s'adaptà en un documental per al canal francoalemany Arte, amb el títol Léonard de Vinci.

## Resum
En aquest assaig, l'autor traça la vida i obra de Leonardo da Vinci —l'artista de la "pittura mentale", des de la seua infantesa a la península Italiana, fins a la seua mort a l'estat francés, en cinc capítols, seguits d'un conjunt de "testimoniatges i documents". La biografia situa la vida de Leonardo Da Vinci en el context de les grans corts que visità: els Mèdici de Florència, el Milà ducal (castell Sforza) i l'estat francés.
És un tempteig de reescriure la biografia de Da Vinci, en moltes dimensions, més enllà de l'aura de mite i misteri, de llegenda i retòrica, a partir de manuscrits autògrafs i documents originaris. L'assaig també presenta una manera de reconsiderar la interpretació de l'obra de Da Vinci, la seua complexitat interdisciplinària, la seua "universalitat" i "modernitat".

## Contingut
Cos
- Tràiler (pàgs. 1–7, una sèrie de dibuixos i pintures de Da Vinci, reproduïts a pàgina completa)
- Capítol 1: Hi havia una vegada en Vinci (pàgs. 13–23)
- Capítol 2: A la Florència dels Mèdici (pàgs. 25–49)
- Capítol 3: A Milà en època dels Sforza (pàgs. 51–81)
- Capítol 4: L'art i la guerra (pàgs. 83–103)
- Capítol 5: Milà, Roma, Amboise (pàgs. 105–127)

Testimoniatges i documents
1. Autobiografia i retrat d'un mite (pàgs. 130–133)
2. Contradiccions i ambigüitats (pàgs. 134–137)
3. Eros i sublimació (pàgs. 138–139)
4. Alimentació i salut (pàgs. 140–141)
5. L'adoració dels Reis d'Orient i L'Últim Sopar (pàgs. 142–143)
6. Maquinàries d'artista (pàgs. 144–147)
7. "Leonardismes i giocondolatria" (pàgs. 148–149)

Annexos
- Bibliografia (pàgs. 150–151)
- Índex d'il·lustracions (pàgs. 152–157)
- Índex alfabètic (pàgs. 157–158)
- Crèdits de les imatges/Agraïments (p. 159)

## Acollida
El lloc web Babelio dona a l'obra una qualificació mitjana de 4,19 sobre 5, basada en 8 qualificacions. En el lloc web Goodreads, l'obra obté una mitjana de 3,59 sobre 5 basada en 139 qualificacions, la qual cosa indica "opinions generalment positives".

## Crítiques
En el periòdic irlandés The Irish Times, un autor anònim opina que "aquest petit llibre és un resum útil".

## Adaptació
El 2001, en coproducció amb La Sept-Art i Trans Europe Film, en col·laboració amb Éditions Gallimard i el Museu del Louvre, es realitza l'adaptació documental de Léonard de Vinci: art et science de l'univers, dirigida per Jean-Claude Lubtchansky, amb veu en off pels actors Aurore Clément i Gérard Desarthe, i es transmet en el programa de televisió L'Aventure humaine d'Arte. Posteriorment ha estat doblat a l'alemany amb el títol Leonardo da Vinci: Kunst und Wissenschaft des Universums, i a l'anglés, com a Leonardo da Vinci: The Mind of the Renaissance. El documental també ha estat editat en DVD, pel Centre Nacional del Cinema i la Imatge Animada (CNC).